# Zeta Reticuli
Zeta Reticuli (Zeta Ret, ζ Reticuli, ζ ) este denumirea Bayer pentru un sistem stelar binar în constelația Reticulul vizibilă în emisfera sudică. Pe un cer foarte întunecat, perechea poate fi văzută cu ochiul liber ca o stea dublă. Pe baza măsurătorilor de paralaxă, acest sistem se află la o distanță de aproximativ 39 de ani-lumină (12 parseci) de Pământ.

### Controverse și Teorii Conspiraționiste
Potrivit unor deslușiri ale pretinsului om de știință Bob Lazar, acest sistem ar conține o planetă cu forme avansate de viață extraterestră, capabile de călătorii interstelare. Mai mult, el susține că una dintre navetele lor ar fi în posesia americanilor în controversata Area 51, în urma cărei investigații a fost aflată această informație.